# Dél-koreai von
A dél-koreai von (won) (koreaiul: 대한민국 원; Tehan Minguk Von (Daehan Minguk Won); handzsa (hanja): 大韓民國 원) 1962 óta Dél-Korea pénzneme. 100 cson (전, jeon)-ból áll, bár ezeket már nem használják. Latin ábécés jele a ₩, a von kezdőbetűjéből és egy egyenlőségjelből áll. 1945 és 1953 között a régi vont (wont) használták, utána 1962-ig hvan (환, hwan)t.

## Érmék

### 1966–1983-as sorozat
| Kép    | Kép    | Érték   | leírás   | leírás  | leírás                                  | tulajdonságok | tulajdonságok                           | tulajdonságok             | Dátum      | Dátum               | Dátum             | Sorozatszám     |
| Előlap | hátlap | Érték   | átmérő   | tömeg   | Anyag                                   | szegély       | előlap                                  | hátlap                    | első verés | kibocsátás          | visszavonás       | Sorozatszám     |
| ------ | ------ | ------- | -------- | ------- | --------------------------------------- | ------------- | --------------------------------------- | ------------------------- | ---------- | ------------------- | ----------------- | --------------- |
|        |        | 1 von   | 17,2 mm  | 1,7 g   | sárgaréz 60% réz 40% cink               | sima          | hibiszkusz, érték (hangul)              | érték számmal, kiadás éve | 1966       | 1966. augusztus 16. | 1980. december 1. | 1. sorozat (가) |
|        |        | 1 von   | 17,2 mm  | 0,729 g | 100% alumínium                          | sima          | hibiszkusz, érték (hangul)              | érték számmal, kiadás éve | 1968       | 1968. augusztus 26. | 1992              | 2. sorozat (나) |
|        |        | 5 von   | 20,4 mm  | 3,9 g   | kereskedelmi sárgaréz, 88% réz 12% cink | sima          | kobukszon (geobukseon), érték, (hangul) | érték számmal, kiadás éve | 1966       | 1966. augusztus 16. | 1992              | 1. sorozat (가) |
|        |        | 5 von   | 20,4 mm  | 2,95 g  | sárgaréz 65% réz 35% cink               | sima          | kobukszon (geobukseon), érték, (hangul) | érték számmal, kiadás éve | 1970       | 1970. július 16.    | 1992              | 2. sorozat (나) |
|        |        | 10 von  | 22,86 mm | 4,22 g  | kereskedelmi sárgaréz, 88% réz 12% cink | sima          | Dabotap Pagoda, érték (hangul)          | érték számmal, kiadás éve | 1966       | 1966. augusztus 16. | forgalomban       | 1. sorozat (가) |
|        |        | 10 von  | 22,86 mm | 4,06 g  | sárgaréz 65% réz 35% cink               | sima          | Dabotap Pagoda, érték (hangul)          | érték számmal, kiadás éve | 1970       | 1970. július 16.    | forgalomban       | 2. sorozat (나) |
|        |        | 50 von  | 21,6 mm  | 4,16 g  | 70% réz 18% cink 12% nikkel             | recés         | Rizs, érték (hangul)                    | érték számmal, kiadás éve | 1972       | 1972. december 1.   | forgalomban       | 1. sorozat (가) |
|        |        | 100 von | 24 mm    | 5,42 g  | kupronikkel                             | recés         | I Szunsin (Yi Sun-sin), érték (hangul)  | érték számmal, kiadás éve | 1970       | 1970. november 30.  | forgalomban       | 1. sorozat (가) |

### 1982–2006-os sorozat
| kép    | kép    | érték   | leírás   | leírás  | leírás                      | tulajdonságok | tulajdonságok                          | tulajdonságok             | dátum      | dátum              | sorozatszám     | visszavonás |
| előlap | hátlap | érték   | átmérő   | tömeg   | anyag                       | szegély       | előlap                                 | hátlap                    | első verés | kibocsátás         | sorozatszám     | visszavonás |
| ------ | ------ | ------- | -------- | ------- | --------------------------- | ------------- | -------------------------------------- | ------------------------- | ---------- | ------------------ | --------------- | ----------- |
|        |        | 1 von   | 17,2 mm  | 0,729 g | 100% alumínium              | sima          | hibiszkusz, érték (hangul)             | érték számmal, kiadás éve | 1983       | 1983. január 15.   | 3. sorozat (다) | 2006        |
|        |        | 5 von   | 20,4 mm  | 2,95 g  | sárgaréz 65% réz 35% cink   | sima          | kobukszon (geobukseon), érték (hangul) | érték számmal, kiadás éve | 1983       | 1983. január 15.   | 3. sorozat (다) | 2006        |
|        |        | 10 von  | 22,86 mm | 4,06 g  | sárgaréz 65% réz 35% cink   | sima          | Dabotap Pagoda, érték (hangul)         | érték számmal, kiadás éve | 1983       | 1983. január 15.   | 3. sorozat (다) | 2006        |
|        |        | 10 von  | 18 mm    | 1,22 g  | 48% réz 52% alumínium       | sima          | Dabotap Pagoda, érték (hangul)         | érték számmal, kiadás éve | 2006       | 2006. december 18. |                 | forgalomban |
|        |        | 50 von  | 21,6 mm  | 4,16 g  | 70% réz 18% cink 12% nikkel | recés         | Rizs, érték (hangul)                   | érték számmal, kiadás éve | 1983       | 1983. január 15.   | 2. sorozat (나) | forgalomban |
|        |        | 100 von | 24 mm    | 5,42 g  | kupronikkel                 | recés         | I Szunsin (Yi Sun-sin), érték (hangul) | érték számmal, kiadás éve | 1983       | 1983. január 15.   | 2. sorozat (나) | forgalomban |
|        |        | 500 von | 26,5 mm  | 7,7 g   | kupronikkel                 | recés         | Daru madár, érték (hangul)             | érték számmal, kiadás éve | 1982       | 1982. június 12.   | 1. sorozat (가) | forgalomban |

## Bankjegyek
2009. június 23-án bocsátották ki az új 50 000 vonos bankjegyet.
| kép    | kép    | érték      | méret       | szín                | leírás                  | leírás                                                              | leírás                                     | kibocsátás dátuma | sorozatszám     |
| előlap | hátlap | érték      | méret       | szín                | előlap                  | hátlap                                                              | vízjel                                     | kibocsátás dátuma | sorozatszám     |
| ------ | ------ | ---------- | ----------- | ------------------- | ----------------------- | ------------------------------------------------------------------- | ------------------------------------------ | ----------------- | --------------- |
|        |        | 1000 von   | 136 × 68 mm | kék                 | I Hvang (Yi Hwang)      | "Gyesangjeonggeodo"; I Hvang (Yi Hwang) alkotása                    | az előlapon látható portré fordítva, érték | 2007. január 22.  | 3. sorozat (다) |
|        |        | 5000 von   | 142 × 68 mm | vörös, sárga        | Yi I                    | "Rovarok és növények", Shin Saimdang alkotása, aki Yi I anyja volt. | az előlapon látható portré fordítva, érték | 2006. január 2.   | 5. sorozat (마) |
|        |        | 10 000 von | 148 × 68 mm | zöld                | Szedzsong koreai király | Honcheonsigyei glóbusz, Cheonsang Yeolcha Bunyajido                 | az előlapon látható portré fordítva, érték | 2007. január 22.  | 6. sorozat (바) |
|        |        | 50 000 von | 154 × 68 mm | narancssárga, sárga | Shin Saimdang           | Bambusz és japán kajszi                                             |                                            | 2009. június 23.  | 6. sorozat (바) |